# Girolamo Murari dalla Corte
Girolamo Murari dalla Corte, né en 1747 à Mantoue et mort dans cette même ville le 2 janvier 1832, est un écrivain et poète italien.

## Biographie
Né à Mantoue en 1747, il fit ses études au collège de Vérone, dirigé par les PP. Somasques. En s’exerçant dans l’art de l’escrime, il reçut un coup de fleuret qui lui fit perdre l’œil gauche, et à l’âge de trente ans il devint complètement aveugle par l’effet de la goutte sereine. Le comte Girolamo, malgré cette infirmité, continua de s’occuper de littérature, et en 1789 il publia deux centuries de sonetti, l’une sur l’histoire romaine depuis Romulus jusqu’à l’empereur Auguste ; l’autre sur les systèmes antédiluviens des philosophes jusqu’à Genovesi, ouvrage dédié à l’Accademia degli Umidi, qui l’admit parmi ses membres. Le gouvernement confia à Murari dalla Corte la direction des théâtres, la présidence des études et la préfecture de l’Académie impériale des sciences, lettres et arts. En 1793, il publia le poème Delle Grazie, en quatre chants, à dix rimes, qu’il dédia à l’Académie d'Arcadie de Rome ; puis, en 1795, la Storia dell’accademia di Mantova, depuis sa fondation. En 1802, il fit paraître un poème en douze chants, Delle gesta di Pietro il Grande, dédié à l’empereur Alexandre, et réimprimé en 1814, avec des notes. En 1818, il publia un poème Delle quattro stagioni, en quatre chants, et en 1821, une Novella, en trois chants sur les eaux de Wissembourg. Girolamo Murari dalla Corte mourut le 2 janvier 1832, laissant en manuscrit la traduction du Traité de la nature et de la grâce de Malebranche ; les Éloges de Bettinelli et du comte d’Arco son ami, et un Capitolo sur la mort d’Alfieri.